# Phyllonorycter melanosparta
Phyllonorycter melanosparta är en fjärilsart som först beskrevs av Edward Meyrick 1912.  Phyllonorycter melanosparta ingår i släktet guldmalar, och familjen styltmalar.
Artens utbredningsområde är Zimbabwe. Inga underarter finns listade i Catalogue of Life.